# Canalul Chichester (pictură de J. M. W. Turner)
Canalul Chichester este o pictură în ulei pe pânză a pictorului englez J. M. W. Turner, realizată în jurul anului 1828. Pictura a fost comandată de George Wyndham, al treilea conte de Egremont. În prezent, tabloul se află în colecția Tate.
Lucrarea înfățișează Canalul Chichester din Sussex, în sudul Angliei. Nava este probabil un carbonier, deoarece această scenă senină avea un scop comercial. Este posibil ca culorile sale strălucitoare să fi fost influențate de cenușa atmosferică de la erupția Muntelui Tambora din Indonezia (vezi și Anul fără vară).